# Zelotes bassari
Zelotes bassari FitzPatrick, 2007 è un ragno appartenente alla famiglia Gnaphosidae.

## Etimologia
Il nome della specie deriva dal luogo in cui sono stati rinvenuti gli esemplari nel 1984: la città di Bassar, nel Togo.

## Caratteristiche
Questa specie non è stata attribuita a nessun gruppo: si distingue dalle altre per avere l'apofisi tibiale bifida e l'embolus molto corto, peculiarità che, insieme, finora non sono state riscontrate altrove.
L'olotipo maschile rinvenuto ha lunghezza totale è di 7,92mm; la lunghezza del cefalotorace è di 4,17mm; e la larghezza è di 3,00mm.

## Distribuzione
La specie è stata reperita nel Togo centrosettentrionale: l'olotipo maschile è stato rinvenuto nei pressi della città di Bassar, che appartiene alla regione di Kara.

## Tassonomia
Al 2016 non sono note sottospecie e dal 2007 non sono stati esaminati nuovi esemplari.